# ASP.NET Razor
Razor(레이저)는 C# 또는 VB.NET 프로그래밍 언어로 동적 웹 페이지를 만드는 데 사용되는 ASP.NET 프로그래밍 구문이다. Razor는 2010년 6월에 개발 중이었고 비주얼 스튜디오 2010 용으로 2011년 1월에 출시되었다. Razor는 간단한 구문의 보기 엔진이며 MVC 3와 웹매트릭스 도구 세트의 일부로 출시되었다.
Razor는 AspNetWebStack의 구성 요소가 되었고, ASP.NET Core의 일부가 되었다.

## 설계
Razor 구문은 C# 프로그래밍 언어를 기반으로 한 템플릿 마크업 구문으로 프로그래머가 HTML 구성 워크플로우를 사용할 수 있도록 한다. 코드 블록을 나타내기 위해 <%= %> 기호와 함께 ASP.NET 웹 폼 (.aspx) 마크업 구문을 사용하는 대신 Razor 구문은 @ 문자로 코드 블록을 시작하며 코드 블록을 명시적으로 닫을 필요가 없다.
Razor의 아이디어는 HTML과 코드 간의 전환을 최소화하면서 코드 중심의 템플릿 접근 방식을 사용하여 HTML 생성을 위한 최적화된 구문을 제공하는 것이다. 이 설계는 문자 및 키 입력의 수를 줄이고, HTML 코드 내에서 명시적으로 표시된 서버 블록을 요구하지 않음으로써 보다 유연한 코딩 워크플로우를 가능하게 한다. 다른 장점은 다음과 같다.
- 인텔리센스 지원 (문 자동 완성 지원)
- "레이아웃" 지원 (클래식 웹 폼의 "마스터 페이지" 개념에 대한 대안)
- 유닛 테스트 가능

## 같이 보기
- 블레이저 (웹 프레임워크)